# Diane (Fluss)
Die Diane ist ein kleiner Fluss im Westen von Frankreich, der in den Départements Calvados und Orne der Region Normandie südöstlich der Stadt Vire verläuft.

## Geografie

### Verlauf
Die Diane entspringt bei Truttemer-le-Grand, im Gemeindegebiet von Vire-Normandie, entwässert mit einem Bogen über Nord generell in östlicher Richtung und mündet nach rund 18 Kilometern an der Gemeindegrenze von Saint-Pierre-d’Entremont und Montsecret-Clairefougère als linker Nebenfluss in den Noireau. 
Im Mittelteil verläuft die Diane parallel zur Bahnstrecke Argentan–Granville und quert diese mehrfach.

### Orte am Fluss
(Reihenfolge in Fließrichtung)
- Le Bosc, Gemeinde Vire Normandie
- Noron, Gemeinde Valdallière
- Bernières-le-Patry, Gemeinde Valdallière
- Clairefougère, Gemeinde Montsecret-Clairefougère
- Saint-Pierre-d’Entremont
- La Rochette, Gemeinde Montsecret-Clairefougère